# József Breznay
József Breznay (Budapest, 20 settembre 1916 – Budapest, 18 febbraio 2012) è stato un pittore ungherese.

## Biografia
Jozsef Breznay è considerato il maggior pittore ungherese del XX. secolo, premiato dallo stato Ungherese numerose volte con i primi due premi più importanti, il Premio Munkacsy e il Premio Csók. József Breznay nasce a Budapest, Ungheria il 20 settembre 1916. Dal 1934 fino al 1939 frequenta l'Accademia di Belle Arti di Budapest. I suoi maestri sono Bertalan Karlovszky, Ágost Benkhard, Rezső Burghardt e soprattutto István Szőnyi, di cui è assistente negli anni 1938 e 1939. Già il primo giorno dell'Accademia, suo maestro Karlovsky ha notato il suo grande talento, credendolo uno dei studenti dell'ultimo anno per la qualità della sua opera. Dopo essersi diplomato vince la borsa di studio per l'Accademia d'Ungheria in Roma per tre anni consecutivi. Negli anni quaranta è già un pittore affermato con un suo stile personale. Ha ottenuto numerosi premi nazionali i internazionali nonché un gran numero di commesse, anche pubbliche. Durante i sette decadi di sua opera di vita ha visitato quasi tutti i paesi di Europa per le sue esposizioni nelle Gallerie di'Arte più importanti del continente, e ha ricevuto numerosi riconoscimenti sulle riviste del settore e dalla parte dei critici d'arte più influenti dell'epoca. Numerosi sono i collezionisti privati che hanno acquisito negli anni decine di sue opere in Italia, Germania, Svizzera, Francia, Olanda e Belgio, nonché in Ungheria. Le sue opere più importanti si trovano nei più importanti Musei di Ungheria, come Galeria Nazionale Ungherese, Budapest, Iparművészeti Múzeum, Budapest, Damjanich János Múzeum, Szolnok, Ungheria, ecc.
Ha avuto tre mogli, Bonda Eugénia, Molnár Éva, Gánóczy Mária e nove figli: Lívia, József, Klára, Gábor, Mária, Sándor, Pál, András, Márta.

## Mostre personali più importanti
- 1946 Fókusz Galéria, Budapest
- 1948 Művész Galéria (insieme a Tallós Ilona e M. Kemény Judit) Budapest
- 1953 Fényes Adolf Terem, Budapest
- 1961 Csók Galéria (insieme a Ganóczy Mária), Budapest
- 1962 Galerie Barbizon, Parigi
- 1963 Galerie L'Indifferent, Lione, Francia
- 1964 Malkasten Kunstverein, Düsseldorf, Germania
- 1965 Kunstkabinett, Hannover, Germania
- 1966 Künstlerkreis, Marburgo, Germania
- 1969 Kunsthallen, Uppsala, Svezia
- 1970 Kunstverein, Lingen, Germania
- 1971 Galerie Pfeiffer, Bruxelles, Belgio
  - Galerie Glaub, Colonia (Germania)
- 1972 Galerie Orenje, Gand, Belgio
  - Galeria Glaub, Colonia
- 1973 Galleria Antelami, Parma
- 1974 Galleria l'Ascendente, Milano
- 1975 Würzburg, Germania
- 1977 Galleria Mariani, Parma
  - Club Amici dell'Arte, Ferrara
- 1978 Galleria Romana, Milano
- 1979 Galleria Leonessa, Brescia
  - Galleria Sant'Andrea, Parma (1983, 1990)
- 1981 Szőnyi Terem, Miskolc, Ungheria
- 1982 Műcsarnok, Budapest
- 1984 Gallery Park, Witten, Germania
- 1985 Hattingen, Germania
- 1988 Galerie am Gewölbe, Tubinga, Germania
- 1996 Collegium Budapest
- 1997 Galerie Marceau, Parigi
- 1998 Szőnyi István Múzeum, Zebegény, Ungheria
- 2000 Galleria Duomo, Milano
- 2001 Librerie Feltinelli, Milano
  - La Rotonde, Parigi
- 2003 Galéria Mélange, Budapest
- 2006 Olof Palme Millenniumi Szalon, Budapest
- 2008 Galleria Antica Farmacia, Parma
- 2009 Vízivárosi Galéria, Budapest

## Mostre di gruppo più importanti
- 1936 Műcsarnok, Budapest
- 1940 Collegium Hungaricum, Roma
- 1941 Accademia d'Ungheria, Roma
- 1941 Artisti ungheresi, Padova

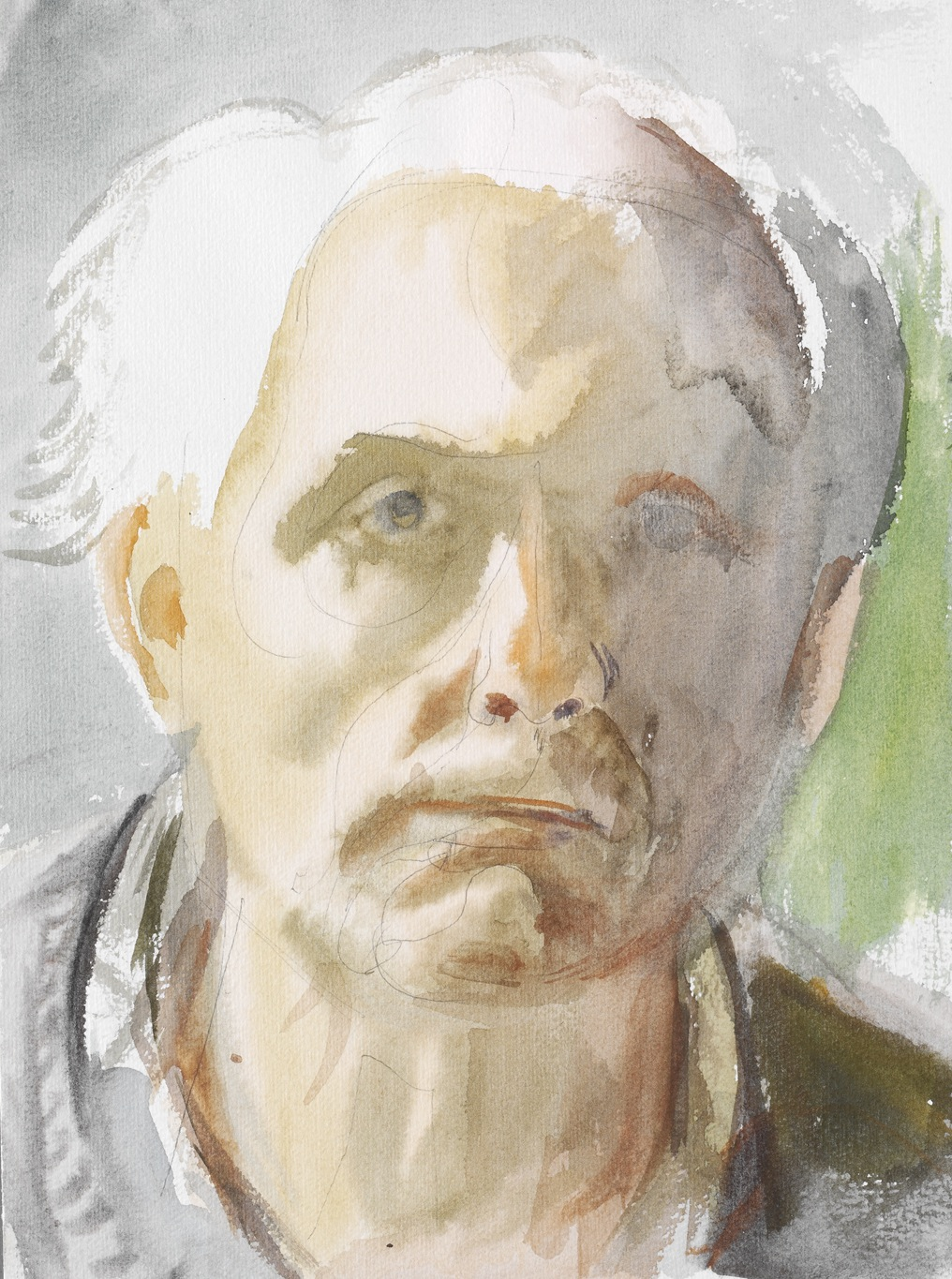
Autoritratto del 1974

- 1942 Salon Nationale Peintres Szinyei, Budapest
- 1943 Salon Nationale Peintres, Budapest
- 1945 Pittori ungheresi, Budapest
- 1947 Accademia d'Ungheria, Roma
- 1950 Műcsarnok, XI Mostra Internazionale della Pittura, Budapest
- 1957 Musée Municipal d'Art Moderne, XV. Salon Populiste, Parigi
- 1958 Salon d'Automne, Istituto per la Cultura Internazionale, Parigi
- 1960 71. Société des Artistes independants, Parigi
- 1960 IV. Salon international de la peinture, Vichy, Francia
- 1960 XI. Salon international de la peinture, Deauville, Francia
- 1961 Musee Rath, Ginevra, Svizzera
- 1961 Gallery Guggenheim, Londra, Regno Unito
- 1961 XII. Salon international de la peinture, Deauville
- 1964 80. Mostra Société des artistes indépendants, Parigi
- 1964 80. Conseil Européen d'Art et Estéthique, Bruxelles
- 1968 Museum Folkwang, Essen, Germania
- 1971 XX. Biennale di pittura, Palazzo Strozzi, Firenze
- 1971 IV. Mostra Internazionale di pittura, Stettino, Polonia
- 1975 Galleria dell'arte Il Crocicchio, Bologna
- 1975 Pittura ungherese di oggi, Berlino
- 1976 Salón Internacional de la pintura, Madrid
- 1977 Salon international de la peinture, Monte-Carlo
- 1978 Műcsarnok, Budapest
- 1979 Société des Artistes independantes, Parigi
- 1979 Mostra a Tevel, Tengelic, Ungheria
- 1980-85 Mostra a Hatvan, Seghedino, Ungheria

## Opere pubbliche
- 1939 Mezőkovácsháza, Ungheria, affresco con la pittrice Eugénia Bonda
- 1954 Casa della Ciltura, affresco, Komló, Ungheria
- Fabbrica Beloiannisz, secco, Ungheria
- 1993 Chiesa di Berente, Ungheria, affresco, con i suoi figli Gábor Breznay e András Breznay

## Collezioni pubbliche
- Galleria nazionale ungherese
- Damjanich János Múzeum, Szolnok, Ungheria
- Iparművészeti Múzeum, Budapest
- Teatro di Lingen, Germania
- Fabbrica di porcellane Herend, Ungheria
- Mobile Museum of Art, Alabama, USA

## Premi e riconoscimenti
- 1937 Rotary Club, Ungheria
- 1939 Medaglia d'Oro, Magyar Képzőművészeti Főiskola, Ungheria
- 1939-1941, 1947 Borsa di Studio per l'Accademia di Belle Arti d'Ungheria, in Roma
- 1942 Salone di primavera di Pál Szinyei Merse, Társaság premio Nemes Marcell, Ungheria
- 1943 Salone di primavera di Pál Szinyei Merse, Társaság premio Wolfner Gyula, Ungheria
- 1953 Premio Munkácsy, Ungheria
- 1958 Premio Csók István, Ungheria
- 1962 Premio Grand Prix, categoria nudo, Francia
- 1964 Premio Conseil Européen d'Art et Estéthique, Francia
- 1976 Premio Cavaliere del Lavoro, Ungheria
- 1978 Premio Carrara dei Marmi, Italia
- 1978 Premio Nazionale, comune di Medesano, Italia
- 1989 Premio Bourbonne les Bains, Francia
- 1999 Fellow di Fondation Rockefeller, Bellagio
- 2010 Premio Doyen alla carriera del Ministero della Cultura, Ungheria

### Filmati, documentari
- Canale televisivo MTV 1: Vitray Tamás "Racconti" (titolo orig. "Csak ülök és mesélek"): La famiglia Breznay, 25 dicembre 1996
- Canale televisivo Hír TV: "Favole famigliari" (titolo orig: Családmese sorozat"): Vasarely, il Re pennello e la famiglia Breznay, 25 novembre 2005
- Documentario, Ostoros Ágnes: "Le storie vere" (titolo orig. "A történetek igazak") documentari sulla vita di József Breznay, 1997. Anteprima nel cinema Bem, gennaio 2008